# 9252 Ґоддард
9252 Ґоддард (9252 Goddard) — астероїд головного поясу, відкритий 17 жовтня 1960 року.
Тіссеранів параметр щодо Юпітера — 3,200.